# Cyrtopogon inversus
Cyrtopogon inversus là một loài ruồi trong họ Asilidae. Cyrtopogon inversus được Curran miêu tả năm 1923. Loài này phân bố ở vùng Tân Bắc giới.